# Jonquières (Aude)
Jonquières település Franciaországban, Aude megyében. Lakosainak száma 46 fő (2022. január 1.). Jonquières Albas, Coustouge, Fontjoncouse, Saint-Laurent-de-la-Cabrerisse és Talairan községekkel határos.

## Népesség
A település népességének változása:
| Lakosok száma | 55   | 54   | 38   | 71   | 59   | 59   | 59   | 59   | 56   | 46   |
|               | 1968 | 1982 | 1990 | 2006 | 2013 | 2015 | 2017 | 2019 | 2020 | 2022 |